# Perkin (cráter)

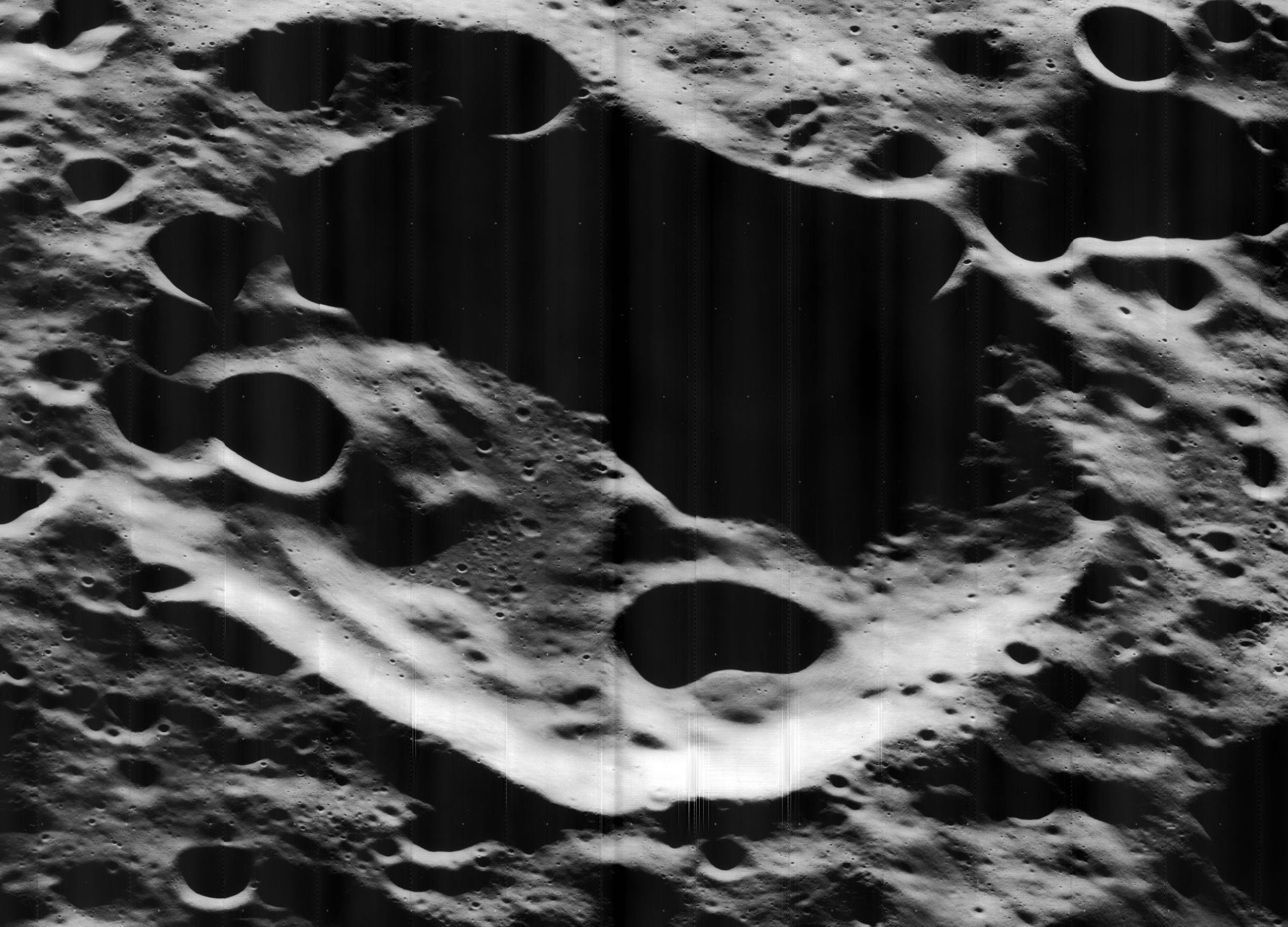
'Imagen oblicua de la misión Lunar Orbiter 5, mirando al oeste

Perkin es un cráter de impacto perteneciente al hemisferio norte de la cara oculta de la Luna. Inmediatamente al norte aparece el cráter más grande Debye. Justo al sureste se halla Guillaume, un poco más pequeño, y al oeste-suroeste se localiza Dunér. Al noroeste de Perkin se encuentra la gran planicie amurallada del cráter D'Alembert.
|  |

Se trata de una formación desgastada y erosionada, con un borde exterior remodelado por varios impactos posteriores. Situado en la pared interior al este-noreste se localiza un pequeño cráter. Otra serie de pequeños cráteres se ubican en la pared interior sur y en el borde noroeste, con varios cratercillos más atravesando el brocal en sus sectores sudoeste y norte.